# سونغ سام من
سونغ سام مُن (ولد في 1418 ومات في 1456) كان عالماً ومسؤولاً حكومياً في بداية عهد سلالة جوسون حيث برز خلال عهد الملك سيجونغ العظيم (1418 - 1450). أُعدم سونغ مع خمسة آخرين بعد اكتشاف محاولة انقلاب ضد الملك سيجو (1455 - 1468) لإعادة الملك دانجونغ (1452 - 1455) ولذلك فهو يصنف ضمن «سايُكشِن» (بالكورية: 사육신 / الوزراء الستة الشهداء).

## التصوير الحديث
- مسلسل شجرة أومي في منتصف الشتاء من قناة MBC وعرض بين سنة 1984 وسنة 1985 وقام بدوره إم تشاي مو.
- مسلسل هان ميونغ هوي من قناة KBS وعرض في سنة 1994 وقام بدوره بايك ين شك.
- مسلسل الملك والملكة من قناة KBS وعرض بين سنة 1998 وسنة 2000 وقام بدوره باك جن سونغ.
- مسلسل رجل الأميرة من قناة KBS وعرض في سنة 2011 وقام بدوره باك تشول هو.
- مسلسل شجرة ذات جذور عميقة من قناة SBS وعرض في سنة 2011 وقام بدوره هيون وو.
- مسلسل الملكة إنسو من قناة JTBC وعرض بين سنة 2012 وسنة 2013 وقام بدوره كم سي من.